# Bàng An
Bàng An (chữ Hán: 逄安, ? – 27), tự Thiếu Tử, người huyện Đông Hoàn, quận Lang Da , tướng lãnh khởi nghĩa Xích Mi cuối đời Tân, đầu đời Đông Hán.

## Cuộc đời và sự nghiệp
Cuối đời Tân, Bàng An khởi binh phản kháng triều đình, sau đó quy phụ người cùng quận là Phàn Sùng. Bọn họ lệnh cho nghĩa quân nhuộm đỏ lông mày để phân biệt với quan quân, nên được gọi là quân Xích Mi, tiến hành đấu tranh ở một dải Thái Sơn, Bắc Hải, trước sau đánh tan các lực lượng quan quân của chính quyền nhà Tân, chính quyền Hán Canh Thủy.
Tháng 6 ÂL năm Canh Thủy thứ 3 (25), nghĩa quân Xích Mi đến huyện Trịnh, đưa hậu duệ của Thành Dương Cảnh vương Lưu Chương là Lưu Bồn Tử lên ngôi, là Kiến Thế đế. An được nhận chức Tả đại tư mã. Tháng 9 ÂL, nghĩa quân chiếm được Trường An, giết chết Canh Thủy đế.
Năm Kiến Vũ thứ 2 (26), thủ lĩnh quân phiệt Duyên Sầm từ Hán Trung ra Tản Quan, đồn trú Đỗ Lăng, An đưa hơn 10 vạn quân đến đánh. Sầm hợp binh với tướng cũ của Canh Thủy đế là Lý Bảo được mấy vạn người, đôi bên giao chiến ở Đỗ Lăng. Bọn Sầm đại bại, chết hơn vạn người, Bảo đầu hàng, còn Sầm thu tàn quân bỏ chạy. Bảo ngầm sai sứ gọi Sầm trở lại tấn công, Sầm lập tức quay lại khiêu chiến, ông dốc cả doanh trại ra đánh, Bảo ở đằng sau cắm cờ hiệu của mình. Quân Xích Mi đuổi được Sầm, mệt mỏi quay về thì thấy cờ xí của địch cắm đầy doanh trại, cả sợ mà bỏ chạy tán loạn, đâm đầu xuống khe suối, chết hơn vạn người. An đưa vài ngàn người chạy thoát về Trường An.
Trường An có nạn đói, vào cuối năm ấy, An theo Phàn Sùng đưa hơn 10 vạn nghĩa quân trong cơn đói kém quay về miền đông. Đầu năm thứ 3 (27), Quang Vũ đế điều quân chẹn hết đường tiến thoái của nghĩa quân, Phàn Sùng đành phải xin hàng. Mùa hạ cùng năm, An cùng Sùng mưu tái khởi binh, bại lộ nên bị giết.